# Theodore Eisfeld
Theodore Eisfeld (11 de abril de 1816, Wolfenbüttel, Ducado de Brunswick - 16 de septiembre de 1882, Wiesbaden) fue un director de orquesta germano-estadounidense, primer director de la Sociedad Filarmónica de Nueva York, que posteriormente se convertiría en la Orquesta Filarmónica de Nueva York.

## Biografía
Fue educado en composición musical en Dresde por el compositor Carl Gottlieb Reissiger. Entre 1839 y 1843 se desempeñó como Maestro de capilla del Court Theatre en Wiesbaden. Llegó a Nueva York en 1848, y en 1849 fue el primer hombre elegido por la Sociedad Filarmónica de Nueva York para ser el único director de orquesta durante toda una temporada (antes de esta época era costumbre que varios músicos compartieran las funciones de dirección). Comenzó la costumbre de ofrecer una representación navideña anual del Mesías de Haendel. También presentó los primeros conciertos regulares de música de cámara en Nueva York.
Desde 1849 hasta la temporada de 1865/1866, cuando renunció, Eisfeld a menudo se desempeñó como director de orquesta de la Sociedad Filarmónica de Nueva York. El 18 de febrero de 1851, comenzó una serie de conciertos de cuarteto, el primero en Hope Chapel. Eisfeld también fue el primer director de orquesta de la Sociedad Filarmónica de Brooklyn, que fue fundada en 1857. Continuó en este puesto, alternando con Theodore Thomas entre 1862 y 1865, antes de que Thomas asumiera el cargo. Este período también vio la composición de algunas obras breves de Eisfeld.
En el viaje de regreso de Eisfeld de una visita a Europa en septiembre de 1858, fue uno de los pocos sobrevivientes del incendio del barco de vapor SS Austria, donde lo amarraron a una plataforma y lo dejaron a la deriva en el océano, sin comida, durante casi dos días y noches. Eisfeld nunca se recuperó de esta postración extraordinaria, regresó a Alemania en 1866 y permaneció allí hasta su muerte en Wiesbaden a los 66 años.

## Directores de la Sociedad Filarmónica de Nueva York, 1849 - 1865
- 1849-1854 Eisfeld[2]
- 1854-1855 Eisfeld y Henry Timm
- 1855-1856Carl Bergmann
- 1856-1858 Eisfeld
- 1858-1859 Bergmann
- 1859-1865 Bergmann y Eisfeld[3]